# Julius Vitringa Coulon (1824-1878)
Julius Vitringa Coulon (Leeuwarden 9 augustus 1824 - Wommels, 14 juli 1878) was een Nederlands bestuurder.

## Leven en werk
Vitringa Coulon was een zoon van dr. Aemilius Vitringa Coulon en Nieske Zeper. Zijn beide grootvaders dr. Julius Vitringa Coulon (1767-1843) en Pier Zeper waren burgemeesters geweest in Leeuwarden.
Hij werd in of voor 1858 benoemd tot resident ter Kuste van Guinea, de Nederlandse Goudkust. Hij was daarnaast rechter in Elmina en lid van de koloniale raad. Met ingang van 15 mei 1866 werd hij op eigen verzoek ontslagen als resident. Hij keerde terug naar Nederland en vestigde zich in Boxmeer. In 1869 trouwde hij daar met Elisabeth Johanna van Hien (1840-1918). Vitringa Coulon werd in 1874 benoemd tot burgemeester van Sloten, het jaar erop volgde zijn benoeming in Hennaarderadeel.
Vitringa Colon overleed, na een ziekte van een paar weken, op 53-jarige leeftijd.
- Nederlandse Thesaurus van Auteursnamen: 40047400X
- Virtual International Authority File: 6898147270568435700008